# Ewa Żyła
Ewa Żyła (ur. 29 grudnia 1982 w Strzegomiu) – polska piłkarka grająca na pozycji pomocnika.
W barwach AZS Wrocław w latach 2002–2007 sześciokrotnie zdobyła mistrzostwo Polski, trzykrotnie wywalczyła Puchar Polski (2002/2003, 2003/2004, 2006/2007) i dwa razy była jego finalistką (2001/2002, 2005/2006). Brała udział w rozgrywkach Pucharu UEFA kobiet (edycje II-VI) rozgrywając 17 spotkań i strzelając 4 bramki. Na początku 2011 roku przeszła do RTP Unii Racibórz, skąd po rundzie wiosennej przeniosła się do niemieckiego SV Meppen.
Reprezentantka Polski, debiutowała 1 maja 2004 w meczu eliminacyjnym Mistrzostw Europy 2005. Uczestniczka kwalifikacji do Mistrzostw Świata 2007 (5 meczów) i Mistrzostw Europy 2009. Łącznie w kadrze A wystąpiła 14 razy.